# Боб Гассард
Боб Гассард (англ. Bob Hassard; 26 березня 1929, Ллойдмінстер — 30 грудня 2010, Стофвілл) — канадський хокеїст, що грав на позиції центрального нападника.

## Ігрова кар'єра
Професійну хокейну кар'єру розпочав 1949 року.
Протягом професійної клубної ігрової кар'єри, що тривала 7 років, захищав кольори команд «Торонто Мейпл-Ліфс», «Чикаго Блекгокс», «Торонто Марлборос», «Піттсбург Горнетс», «Баффало Бізонс» та «Вітбі Данлопс».

## Нагороди та досягнення
- Володар Кубка Стенлі в складі «Торонто Мейпл-Ліфс» — 1951.